# Bert M. Fernald

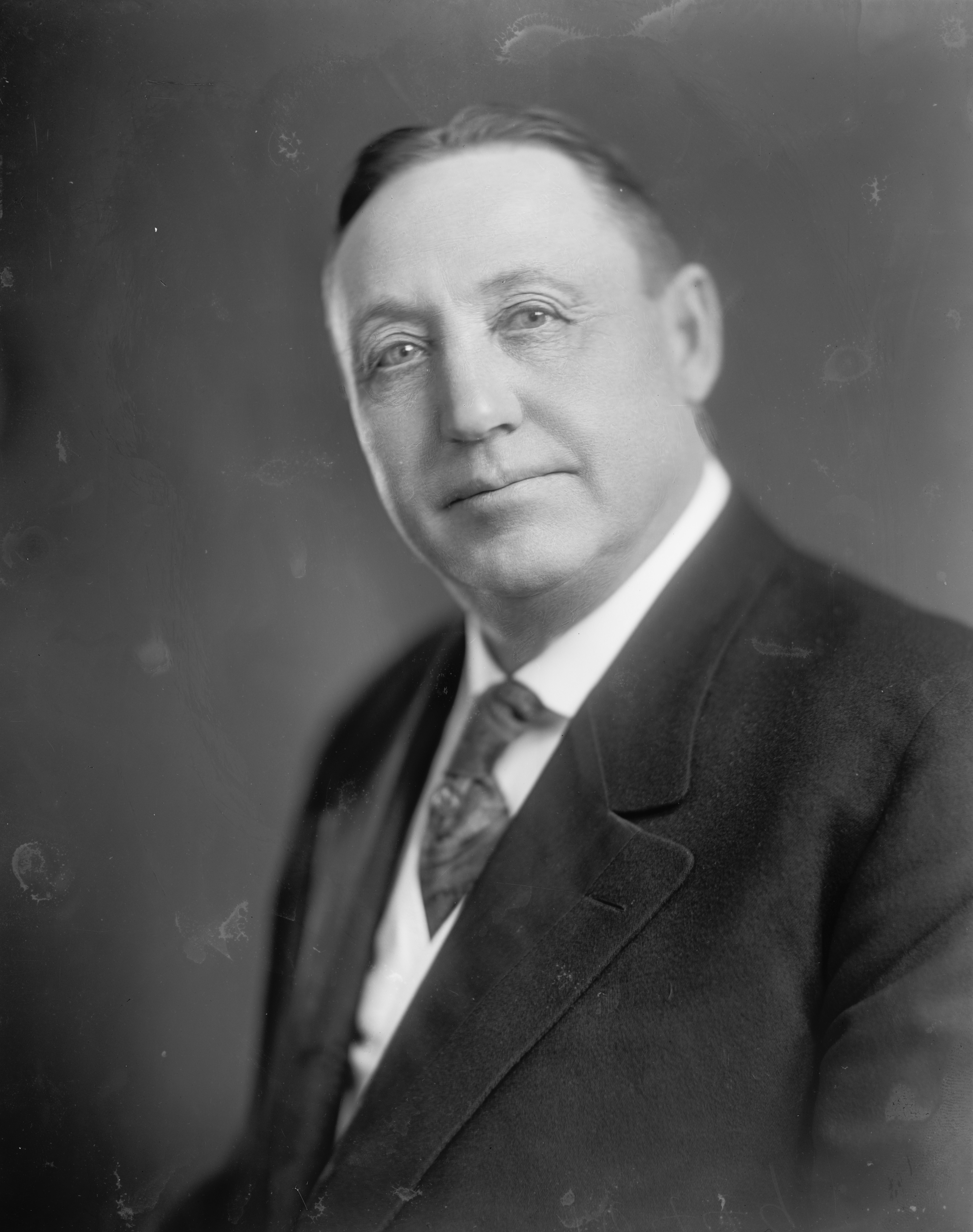
Bert Manfred Fernald

Bert Manfred Fernald (* 3. April 1858 in Poland, Maine; † 23. August 1926 ebenda) war ein US-amerikanischer Politiker und von 1909 bis 1911 Gouverneur von Maine. Zwischen 1916 und 1926 vertrat er seinen Staat im US-Senat.

## Frühe Jahre
Bert Fernald besuchte die Hebron Academy und eine Handelsschule in Boston. Nach der Schule arbeitete er in verschiedenen Berufen. So war er unter anderem als Lehrer, in der Landwirtschaft und im Telefongeschäft tätig.

## Politische Laufbahn
Zwischen 1897 und 1899 war Fernald Abgeordneter im Repräsentantenhaus von Maine und zwischen 1900 und 1901 war er Mitglied im Staatssenat. Im Jahr 1908 wurde er als Kandidat seiner Republikanischen Partei zum neuen Gouverneur von Maine gewählt. Er trat seine zweijährige Amtszeit am 6. Januar 1909 an.
Unter seiner Regierung wurden in Maine die ersten Umweltschutzgesetze verabschiedet. Zu diesem Zweck wurde eigens eine Kommission gegründet, die sich mit dem Gewässerschutz und dem Schutz der Wälder befasste. In der Hauptstadt Augusta wurde ein neues Kapitol gebaut. Nachdem ein Versuch der Wiederwahl im Jahr 1910 gescheitert war, musste er im Januar 1911 sein Amt aufgeben. Er blieb aber auch weiterhin politisch aktiv.
Nach dem Tod von Senator Edwin Burleigh wurde Bert Fernald 1916 zu dessen Nachfolger in den US-Kongress gewählt. In den Kongresswahlen der Jahre 1918 und 1924 wurde er in seinem Mandat bestätigt. Damit war er seit 1916 bis zu seinem Tod am 23. August 1926 Mitglied des US-Senats in Washington. Dort war er Vorsitzender des Ausschusses für öffentliche Liegenschaften. 
Bert Fernald war mit Anne Adeline Keene verheiratet, mit der er zwei Kinder hatte.